# Conjunto Governador Kubitschek
Conjunto Governador Kubitschek em agosto de 2008
O Conjunto Governador Kubitschek, mais conhecido como Edifício JK ou Conjunto JK, é um conjunto residencial composto por duas áreas que compreendem dois grandes edifícios, nomeadamente o Bloco A e o Bloco B. O conjunto está localizado no bairro Santo Agostinho, região Centro-Sul de Belo Horizonte, no Brasil. Atualmente é considerado um monumento histórico.

## Histórico
O projeto foi feito em 1952 pelo arquiteto Oscar Niemeyer, e o cálculo estrutural coube ao engenheiro Joaquim Cardozo. A construção foi feita pelo empresário Joaquim Rolla, com recursos doados pelo então governador Juscelino Kubitschek.
A inspiração para a obra partiu dos falanstérios, concebidos por Charles Fourier no século XIX. No edifício deveriam funcionar, de acordo com o projeto original, um museu de Arte Moderna, repartições públicas e residências para alguns de seus funcionários, além de comércio e serviços. Uma grande área de lazer facilitaria o trânsito dos seus moradores dentro das dependências do próprio prédio.
Constituído por dois blocos, o complexo conta com um edifício de 23 andares, com frente para a Rua Timbiras, e outro de 36 andares, com a frente voltada para a Rua Guajajaras. Este, com 100 m de altura, é o 4º mais alto da capital mineira, embora seja frequente que se atribua a ele equivocadamente o primeiro lugar, que pertence ao Edifício Acaiaca, o 128º no ranking dos mais altos do Brasil, e que tem 120 m de altura[carece de fontes?], apesar de ter menor número de andares (30).

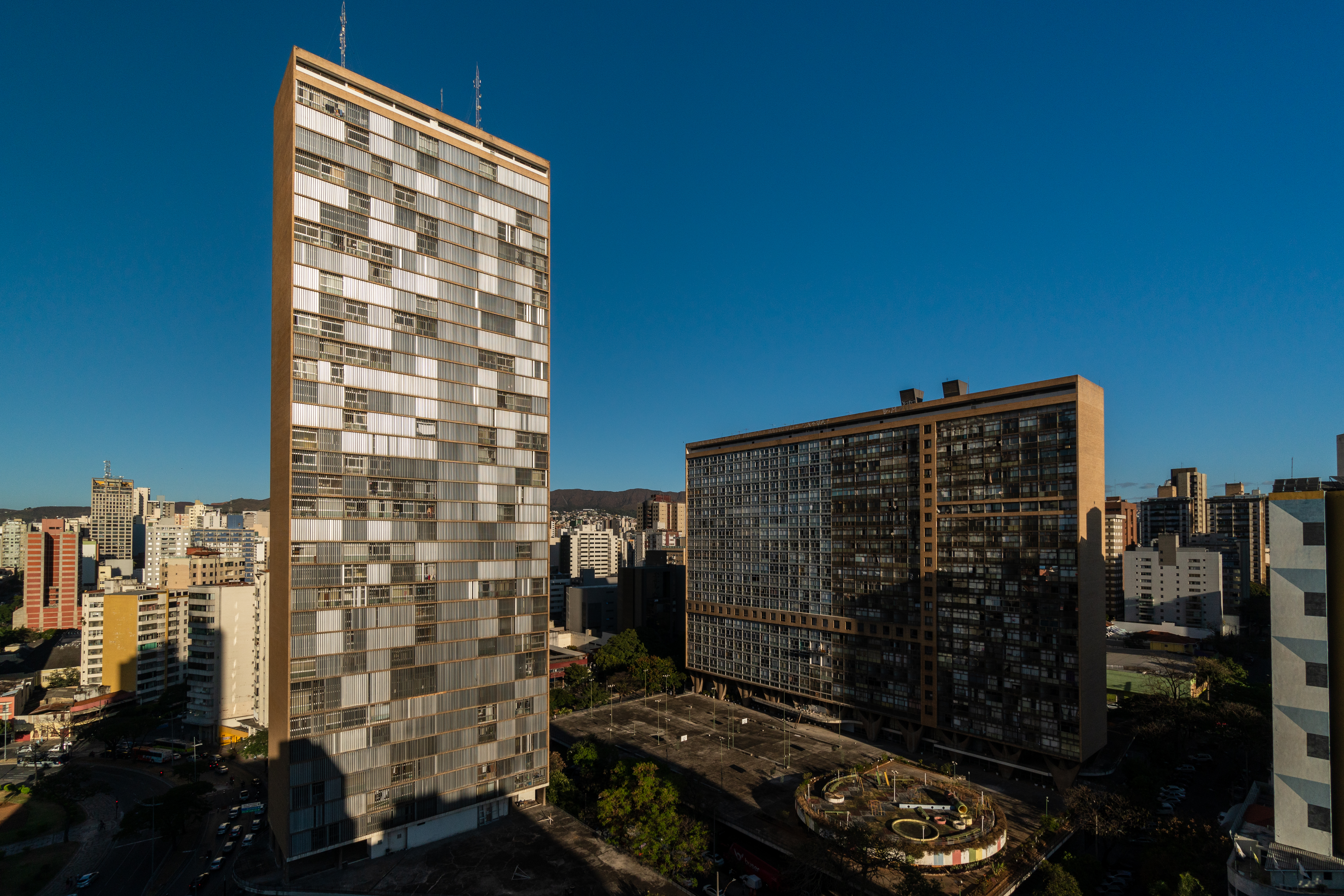
Vista do blocos B e A do Edifício JK, em Belo Horizonte

No projeto original, consta uma passarela interligando os dois edifícios pelo 5º andar, o que foi embargado pela Secretaria de Obras da Prefeitura Municipal de Belo Horizonte. No total, cerca de cinco mil moradores habitam as 1068 unidades existentes nos dois blocos do complexo.
No interior aloja diferentes tipos de apartamentos, entre estes o modelo "semi-duplex", que pretendia ser uma inovadora proposta de habitação na época, desenvolvido com a técnica projetual do planejamento em seção.
Várias foram as expectativas quanto aos usos do prédio durante a época de sua construção, que consumiu mais tempo do que o previsto, e que atrasou sua inauguração com destinação residencial, que só começou em 1968. Na época da sua abertura, o JK seria um apart-hotel com alguns apartamentos de luxo.
Atualmente, as fachadas dos dois blocos do complexo estão em reforma.
O edifício foi construído no local onde havia funcionado, até 1938, uma antiga sede da então Escola de Aprendizes Artífices de Minas Gerais, demolida em 1943, por ordem do então prefeito Juscelino Kubitschek, para expansão e urbanização da Praça Raul Soares.
Desde 1984 está instalado no local o Terminal turístico JK.
Em 2020, um grupo de moradores forma o coletivo Viva JK, que ganha destaque na imprensa nacional e internacional com projeções noturnas na empena do bloco B, transformando o conjunto JK num dos símbolos da luta contra o coronavírus em Belo Horizonte.